# Kai Khusrau I Gurieli
Kaikhushru I Gurieli va ser mtavari de Gúria del 1627 al 1660. Era fill únic de Vakhtang I Gurieli, i va deposar i cegar el seu cosí Simó Gurieli el 1627. Derrotat a la batalla de Banza pel rei Alexandre III d'Imerècia el 1660 va fugir cap a Constantinoble. El rei d'Imerècia va col·locar al tron a Demetri Gurieli. La seva filla Toutha (+1678) es va casar amb el rei Levan de Kartli. Una altra filla es va casar amb Alexandre Dadiani, fill de Lacante II Dadiani de Mingrèlia. Va morir després de 1660 però no se'n sap la data.